# 侍道外傳 刀神
《侍道外傳 刀神》，是由Acquire公司開發，並由Spike Chunsoft公司於2020年2月20日，在PlayStation 4、任天堂Switch、Microsoft Windows平台發售的動作角色扮演遊戲。
《侍道外傳 刀神》是Spike Chunsoft和Acquire動作遊戲「侍道系列」的一部分，這是自2011年發布《侍道4》九年以來的第一個新遊戲。 正如「侍道外傳」的標題所表明的那樣，該作品是分作品，是該系列的額外內容，並且是一個小型的開發作品，價格和開發規模均不明確。

## 角色
- 主人公（配音：高橋英則）
- 堂島七海（配音：桑原由氣）
- 堂島軍二（配音：伊丸岡篤）
- 紅屋角兵衛（配音：吉野貴宏）

## 外部連結
- 侍道外傳 刀神 | Spike Chunsoft （页面存档备份，存于）（繁體中文）
- 侍道外伝 KATANAKAMI | スパイク・チュンソフト （页面存档备份，存于）（日語）